# Кубок Словенії з футболу 2010—2011
Кубок Словенії з футболу 2010–2011 — 20-й розіграш кубкового футбольного турніру в Словенії. Титул вперше здобув Домжале.

## Календар
| Раунд        | Дата                         | Матчі | Клуби   |
| ------------ | ---------------------------- | ----- | ------- |
| Перший раунд | 24-25 серпня 2010            | 12    | 28 → 16 |
| 1/8 фіналу   | 14-29 вересня 2010           | 8     | 16 → 8  |
| 1/4 фіналу   | 20 жовтня - 3 листопада 2010 | 8     | 8 → 4   |
| 1/2 фіналу   | 20/26 квітня 2011            | 4     | 4 → 2   |
| Фінал        | 25 травня 2011               | 1     | 2 → 1   |

## Перший раунд
| Команда 1      | Рахунок | Команда 2     |
| -------------- | ------- | ------------- |
| 24 серпня 2010 |         |               |
| Малечник (3)   | 1:4     | Домжале       |
| 25 серпня 2010 |         |               |
| Крка (3)       | 2:5     | Анкаран (3)   |
| Постойна (4)   | 0:3     | Триглав       |
| Дравіня (2)    | 1:0     | Шенчур (2)    |
| Догоше (4)     | 0:4     | Примор'є      |
| Заврч (4)      | 4:3     | Мура 05 (2)   |
| Бистриця (3)   | 2:4 дч  | Алюміній (2)  |
| Брда (3)       | 2:4     | Нафта         |
| Хотиза (4)     | 0:4     | Інтерблок (2) |
| Тромейник (3)  | 1:3 дч  | Рудар         |
| Драва (2)      | 2:4     | Доб (2)       |
| Кршко (2)      | 1:2     | Цельє         |

## 1/8 фіналу
| Команда 1         | Рахунок      | Команда 2 |
| ----------------- | ------------ | --------- |
| 14 вересня 2010   |              |           |
| Олімпія (Любляна) | 2:0          | Цельє     |
| 15 вересня 2010   |              |           |
| Триглав           | 2:1          | Рудар     |
| Доб (2)           | 1:1 пен. 5:6 | Марибор   |
| Заврч (4)         | 0:3          | Нафта     |
| Алюміній (2)      | 0:3          | Горіца    |
| Анкаран (3)       | 1:6          | Домжале   |
| Дравіня (2)       | 0:1 дч       | Копер     |
| 29 вересня 2010   |              |           |
| Інтерблок (2)     | 3:2 дч       | Примор'є  |

## 1/4 фіналу
| Команда 1                  | Заг. | Команда 2         | 1-й матч | 2-й матч |
| -------------------------- | ---- | ----------------- | -------- | -------- |
| 20/27 жовтня 2010          |      |                   |          |          |
| Інтерблок (2)              | 4:2  | Горіца            | 4:2      | 0:0      |
| Домжале                    | 4:2  | Олімпія (Любляна) | 0:2      | 4:0      |
| Нафта                      | 1:5  | Марибор           | 1:1      | 0:4      |
| 20 жовтня/3 листопада 2010 |      |                   |          |          |
| Триглав                    | 1:3  | Копер             | 1:0      | 0:3      |

## 1/2 фіналу
| Команда 1         | Заг. | Команда 2 | 1-й матч | 2-й матч |
| ----------------- | ---- | --------- | -------- | -------- |
| 20/26 квітня 2011 |      |           |          |          |
| Інтерблок (2)     | 0:2  | Домжале   | 0:0      | 0:2      |
| Копер             | 1:2  | Марибор   | 1:1      | 0:1      |

## Фінал
| 25 травня 2011 21:45 (EEST) |

| Домжале                                  | 4:3      | Марибор                                  |
| ---------------------------------------- | -------- | ---------------------------------------- |
| Жунінью 22' Пекич 38', 78' Шимунович 51' | Протокол | Филипович 15' Берич 55' Мезга 63' (пен.) |

| Стожиці, Любляна Глядачів: 6 000 Арбітр: Дамир Скомина |